# Glavni brod
Glavni brod je dio crkve koji je određen za sudionike bogoslužnog obreda. Po pravilu u glavnom brodu nalaze se klupe, a u zadnjem dijelu glavnog broda smješten je crkveni kor s orguljama. Ako se radi o višebrodnoj crkvi onda je glavni brod odijeljen od bočnog broda nizom stupova koji čine arkade.